# Armandia polyophthalma
Armandia polyophthalma är en ringmaskart som beskrevs av Kükenthal 1887. Armandia polyophthalma ingår i släktet Armandia och familjen Opheliidae. Arten har ej påträffats i Sverige. Inga underarter finns listade i Catalogue of Life.